# Gryllus
Gryllus es un género de insectos conocidos como grillos (Orthoptera, Gryllidae, Gryllinae). Los miembros de este género miden entre 15 y 31 mm de longitud y son de color oscuro. La especie tipo es Gryllus campestris L., el grillo campestre europeo.
Hasta alrededor de 1950 los grillos campestres del este de Norteamérica se agrupaban en una sola especie, Acheta assimilis Fabricius. Si bien se observaban algunas diferencias en su ciclo vital y los sonidos emitidos, no se encontraban rasgos morfológicos fiables para separar estas variaciones. Basándose en el trabajo pionero de Fulton, Alexander, usando canciones de los machos, ciclos vitales y cruces entre posibles especies para revisar la taxonomía de los grillos del este de Estados Unidos, reconoció cinco especies, que entonces estaban clasificadas dentro del género Acheta.

## Especies
Contiene las siguientes especies:
- Gryllus abditus Otte & Peck, 1997
- Gryllus abingdoni Otte & Peck, 1997
- Gryllus abnormis Chopard, 1970
- Gryllus alogus Rehn, 1902
- Gryllus amarensis  (Chopard, 1921)
- Gryllus ambulator Saussure, 1877
- Gryllus argenteus  (Chopard, 1954)
- Gryllus argentinus Saussure, 1874
- Gryllus armatus Scudder, 1902
- Gryllus assimilis  (Fabricius, 1775)
- Gryllus ater Walker, 1869
- Gryllus barretti Rehn, 1901
- Gryllus bellicosus Otte & Cade 1984
- Gryllus bicolor Saussure, 1874
- Gryllus bimaculatus De Geer, 1773
- Gryllus braueri  (Karny, 1910)
- Gryllus brevecaudatus  (Chopard, 1961)
- Gryllus brevicaudus Weissman, Rentz, Alexander & Loher 1980
- Gryllus bryanti Morse, 1905
- Gryllus campestris Linnaeus, 1758
- Gryllus capitatus Saussure, 1874
- Gryllus carvalhoi  (Chopard, 1961)
- Gryllus cayensis Walker, 2001
- Gryllus chaldeus  (Uvarov 1922)
- Gryllus chappuisi  (Chopard, 1938)
- Gryllus chichimecus Saussure, 1897
- Gryllus cohni Weissman, Rentz, Alexander & Loher 1980
- Gryllus comptus Walker, 1869
- Gryllus conradti  (Bolivar, 1910)
- Gryllus darwini Otte & Peck 1997
- Gryllus debilis Walker, 1871
- Gryllus firmus Scudder, 1902
- Gryllus fultoni  (Alexander, 1957)
- Gryllus fulvipennis Blanchard, 1854
- Gryllus galapageius Scudder, 1893
- Gryllus genovesa Otte & Peck 1997
- Gryllus insularis Scudder, 1876
- Gryllus integer Scudder, 1901
- Gryllus isabella Otte & Peck 1997
- Gryllus jallae Giglio-Tos, 1907
- Gryllus kapushi Otte, 1987
- Gryllus krugeri Otte, Toms & Cade 1988
- Gryllus lineaticeps Stål, 1861
- Gryllus luctuosus  (Bolivar, 1910)
- Gryllus madagascarensis Walker, 1869
- Gryllus marchena Otte & Peck 1997
- Gryllus maunus Otte, Toms & Cade 1988
- Gryllus maximus  (Uvarov 1952)
- Gryllus meruensis Sjöstedt, 1909
- Gryllus miopteryx Saussure, 1877
- Gryllus multipulsator Weissman 2009[8]
- Gryllus mzimba Otte, 1987
- Gryllus namibius Otte & Cade 1984
- Gryllus nigrohirsutus Alexander, 1991
- Gryllus nyasa Otte & Cade 1984
- Gryllus opacus Chopard, 1927
- Gryllus ovisopis Walker, 1974
- Gryllus parilis Walker, 1869
- Gryllus pennsylvanicus Burmeister, 1838
- Gryllus personatus Uhler, 1864
- Gryllus peruviensis Saussure, 1874
- Gryllus pinta Otte & Peck 1997
- Gryllus quadrimaculatus Saussure, 1877
- Gryllus rhinoceros Gorochov, 2001
- Gryllus rixator Otte & Cade 1984
- Gryllus rubens Scudder, 1902
- Gryllus scudderianus Saussure, 1874
- Gryllus signatus Walker, 1869
- Gryllus spinulosus Johannson, 1763
- Gryllus subpubescens  (Chopard, 1934)
- Gryllus texensis Cade & Otte 2000
- Gryllus urfaensis Gumussuyu, 1978
- Gryllus veletis  (Alexander & Bigelow 1960)
- Gryllus vernalis Blatchley, 1920
- Gryllus vicarius Walker, 1869
- Gryllus vocalis Scudder, 1901
- Gryllus zaisi Otte, Toms & Cade 1988
- Gryllus zambezi  (Saussure, 1877)